# Syndesmis franciscana
Syndesmis franciscana är en plattmaskart. Syndesmis franciscana ingår i släktet Syndesmis och familjen Umagillidae. Inga underarter finns listade i Catalogue of Life.